# Crampon (alpinisme)
Pour les articles homonymes, voir Crampon.

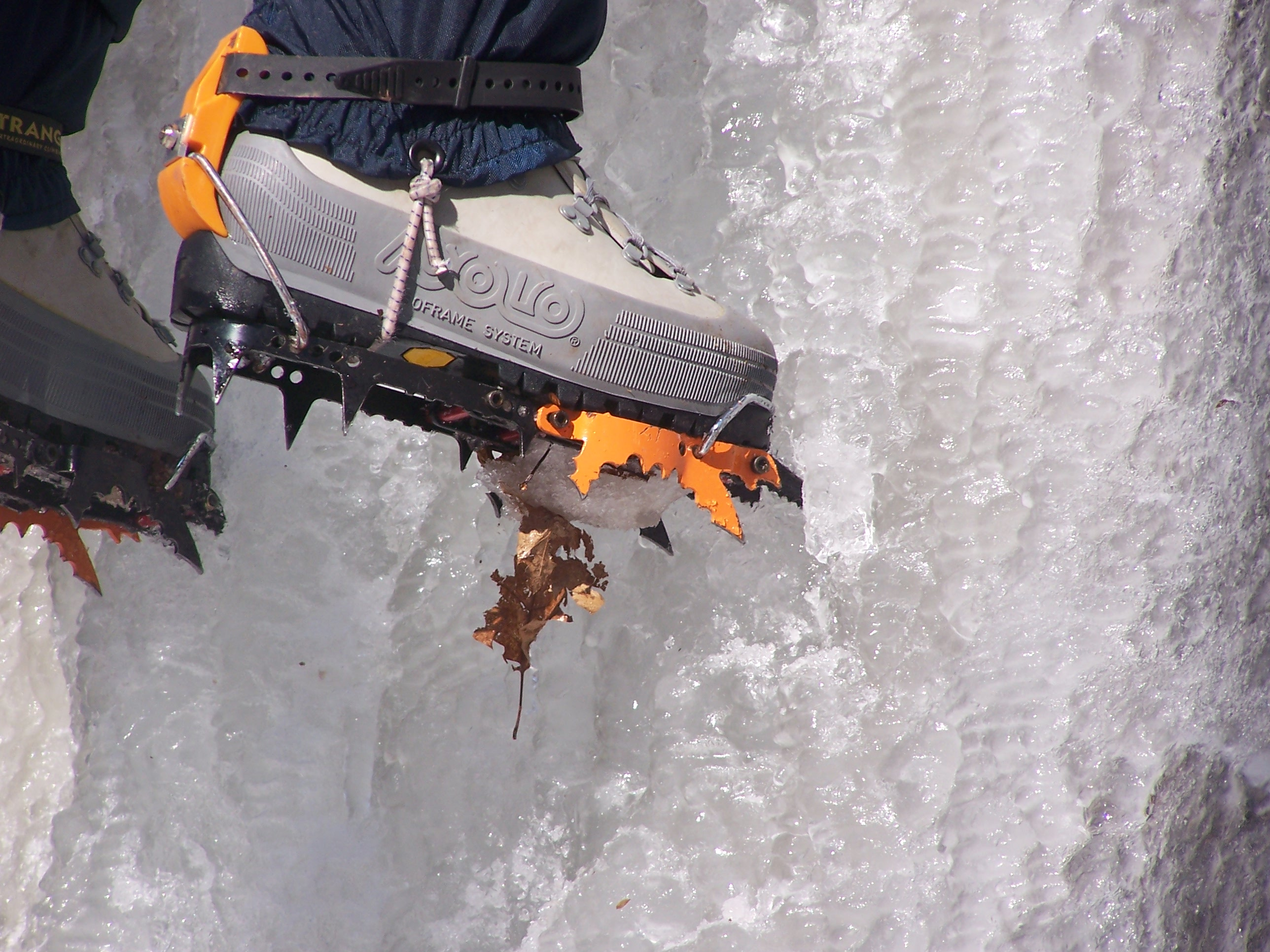
Crampons automatiques 12 pointes de cascade, fixés sur des chaussures d'alpinisme.

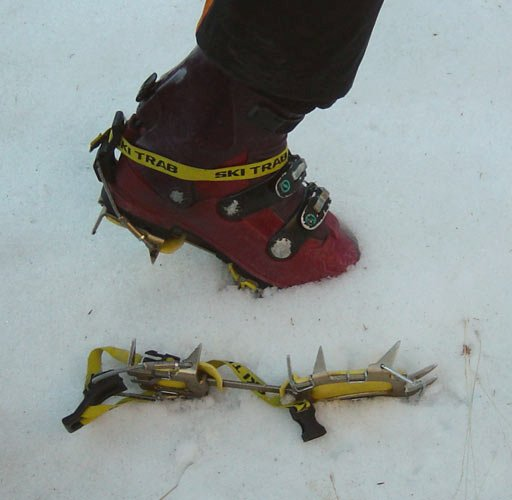
Crampons automatiques 12 pointes « classiques », sur une chaussure de ski.

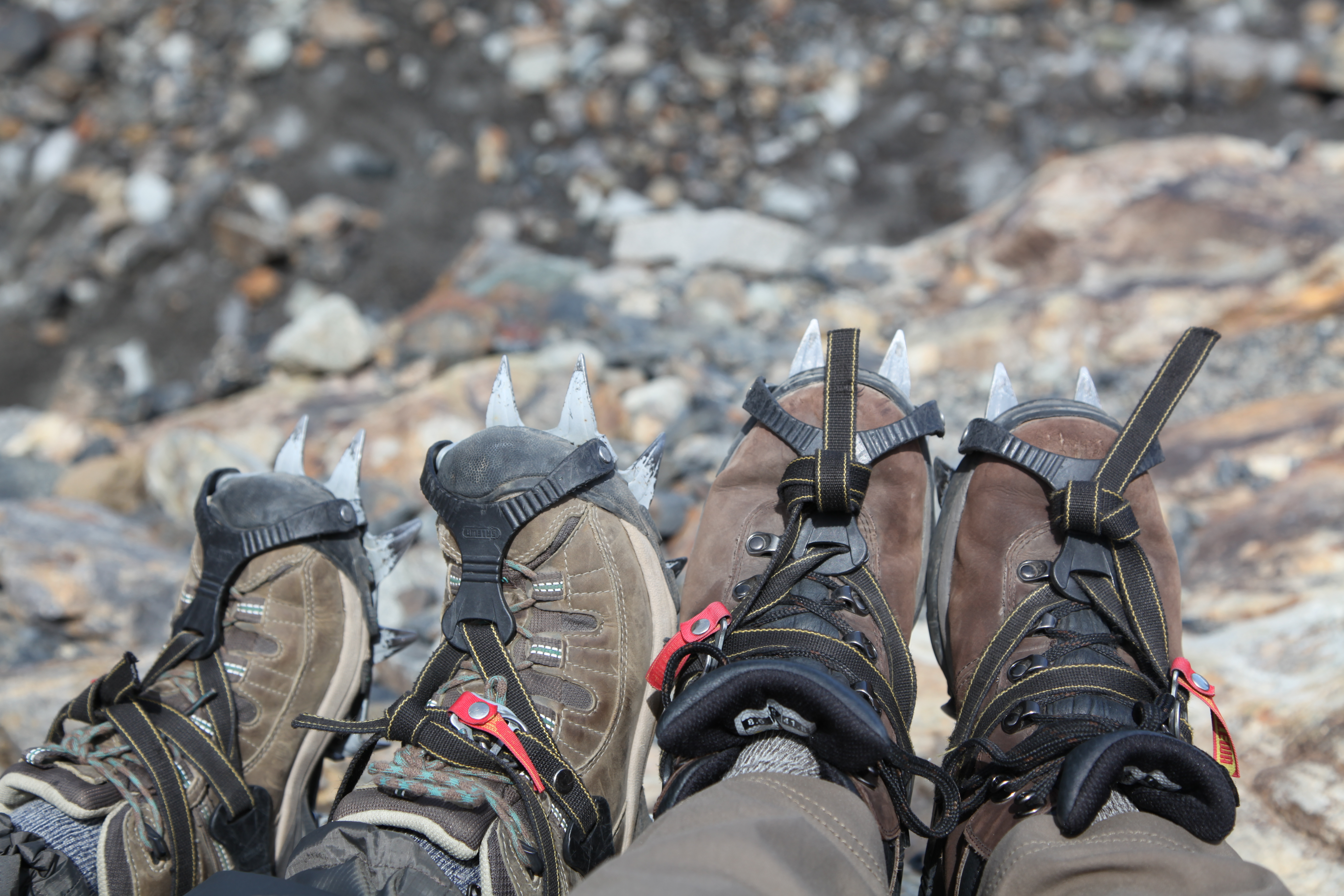
Crampons à lanières sur des chaussures souples, utilisés pour la randonnée glaciaire.

Un crampon est un équipement en alpinisme qui s'utilise par paire et comporte un nombre variable de pointes. Il se fixe sous la chaussure pour permettre la progression sur la neige et la glace. Les crampons classiques conçus pour l'alpinisme ou la randonnée glaciaire sont peu adaptés à l'escalade glaciaire. Pour la pratique de la cascade de glace, des crampons spécifiques fournissant un meilleur cramponnage frontal sont recommandés. La plupart des crampons requièrent des chaussures « cramponnables », à semelle rigide pour une meilleure efficacité.

## Histoire
C'est en 1908 qu'Oscar Eckenstein invente le crampon à 10 pointes. Cette innovation ne fut pas accueillie avec joie à l'époque. On l'accusa même de manque de sportivité à l'égard de la montagne. Eckenstein inventa même une méthode de progression pieds à plat qui deviendra plus tard la « méthode française ». L'invention des crampons, notamment, permit la conquête de la plupart des grandes faces nord. 
En 1929, deux pointes frontales furent ajoutées par Laurent Grivel, créant ainsi les crampons à 12 pointes qui sont devenus la norme. On trouve toutefois encore quelques crampons à 10 pointes sur le marché. Les deux pointes supplémentaires ont permis au grimpeur d'attaquer de front la neige et la glace raides, technique qui a définitivement supplanté la taille de marches à l'aide du piolet. La victoire sur la face nord de l'Eiger en 1938 par une cordée germano-autrichienne de quatre alpinistes est redevable en grande partie à l'emploi de crampons à 12 pointes par les deux hommes de tête. 
Sur les crampons dits « de cascade » ou « d'alpinisme technique », la première rangée de pointes est dans le plan vertical (pointes dentées et courbée(s) vers le bas comme une lame de piolet) et la seconde rangée pointe elle aussi vers l'avant, ce qui réduit les contraintes sur les mollets en permettant au talon de la chaussure d'être plus bas. Ces crampons sont plus adaptés au cramponnage frontal. Sur les crampons dits « classiques » ou « d'alpinisme classique », les deux pointes avant sont sur le plan horizontal. Ces crampons sont plus adaptés pour la neige et l'alpinisme peu technique.
Dans les années 2000, avec le développement de l'escalade glaciaire, on voit apparaître des crampons mono-pointe à l'avant qui éclatent moins la glace. Il existe également des crampons avec une pointe à l'arrière qui sont spécifiquement conçus pour la cascade de glace et principalement le dry-tooling car ils permettent le crochetage du talon sur un cigare de glace par exemple.

## Production
Les crampons sont généralement réalisés en acier haute résistance, mais les crampons plus légers en aluminium sont plébiscités pour le ski de randonnée où leur usage est moins fréquent qu'en alpinisme et motivé par la nécessité d'emporter un équipement léger, permettant un déplacement rapide et efficace sur de longues distances. Ils sont généralement en acier trempé. Il ne faut pas les aiguiser à l'aide d'une meule sous peine de détremper l'acier et de fragiliser le crampon. 
L'inconvénient majeur avec les crampons est que la neige peut s'accumuler sous les pointes et former un sabot (bottage) qui rend le cramponnage totalement inefficace voire dangereux avec un risque de glissade. Pour pallier ce problème, il est possible d'adapter sur la plupart des crampons un système de semelles antibott, en plastique flexible.

## Types
- Cou-de-pied ou avant-pied (4/6 pointes) : Les randonneurs ayant le besoin de franchir des passages peu pentus en neige peuvent acheter des crampons plus petits à 4 ou 6 pointes allant sous le cou-de-pied ou l'avant-pied. Ce type de crampons ne disposant pas de pointes sous l'ensemble du pied, ils ne sont pas recommandés pour l'alpinisme, les pentes raides ou la glace.

- Crampons souples : courses glaciaires/terrain mixte : il y a aussi deux types de crampons : articulés ou rigides. Les crampons articulés permettent un fléchissement au niveau de la voûte plantaire, suivent le mouvement naturel de la marche et sont ainsi le modèle préféré pour presque toutes les formes  d'alpinisme, excepté en escalade de glace raide.

- Crampons rigides : cascade de glace/goulotte : Des crampons rigides ne se plient pas, ainsi sur une glace technique raide, ils permettent au grimpeur de conserver ses talons plus bas en cramponnage frontal, limitant ainsi la fatigue. Cependant, les crampons rigides ont tendance à être plus lourds et ne se comporteront pas aussi bien sur un terrain mixte.

- Crampons pour skis (couteaux) : en ski de randonnée, les grimpeurs enlèvent souvent leurs skis et utilisent des crampons sur leurs chaussures pour les sections raides ou en glace. Quand les pentes sont en neige dure ou glacée ou deviennent trop raides pour permettre aux skis de tenir, ils emploient aussi des crampons spéciaux qui améliorent l'accroche des peaux de phoque. Pour éviter la confusion avec les crampons des chaussures, bien plus utilisés dans les Alpes qu'aux États-Unis, ces crampons pour skis de randonnée sont communément appelés couteaux.